# Cedar River National Grassland
Cedar River National Grassland est une prairie nationale située dans le comté de Sioux et le comté de Grant dans le Sud du Dakota du Nord, aux États-Unis. Il a une superficie de 27 km2. La partie du comté de Sioux se trouve dans la réserve indienne de Standing Rock. 

## Description
Dans les prairies se trouvent des caractéristiques topographiques telles que des plaines plates et des collines. Des ruisseaux secs et quelques petits ruisseaux existent dans les Prairies. 
La prairie est administrée par le US Forest Service dans le cadre des Dakota Prairie Grasslands à partir des bureaux de Bismarck, dans le Dakota du Nord. Il y a des bureaux de district de gardes forestiers locaux (partagés avec Grand River National Grassland) à Lemmon (Dakota du Sud). 